# Aleurodicus wallaceus
Aleurodicus wallaceus es un insecto hemiptero de la familia Aleyrodidae y la subfamilia Aleyrodinae. Fue descrita científicamente en 1988 por Martin.